# Tillandsia vernardoi
Tillandsia vernardoi là một loài thuộc chi Tillandsia. Đây là loài đặc hữu của México.